# Story County
Story County är ett administrativt område i delstaten Iowa, USA. År 2010 hade countyt 89 542 invånare. Den administrativa huvudorten (county seat) är Nevada.

## Geografi
Enligt United States Census Bureau har countyt en total area på 1 486 km². 1 484 km² av den arean är land och 2 km² är vatten.

### Angränsande countyn
- Hamilton County - nordväst
- Hardin County - nordost
- Marshall County - öst
- Jasper County - sydost
- Polk County - söder
- Boone County - väst

### Orter
- Ames
- Collins
- Gilbert
- Huxley
- McCallsburg
- Nevada (huvudort)
- Roland
- Story City